# A un cerbiatto somiglia il mio amore
A un cerbiatto somiglia il mio amore (titolo originale אישה בורחת מבשורה / Ishà borachat mibsorà) è un romanzo dello scrittore israeliano David Grossman, uscito in originale nel 2008, in Italia nello stesso anno edito da Arnoldo Mondadori Editore.
Il libro ha avuto grande successo in Israele, vendendo più di 100 000 copie.

## Trama
I sedicenni Orah e Avram si ritrovano ricoverati nel reparto di isolamento per malattie infettive di un ospedale a Gerusalemme durante la guerra dei sei giorni. Lo stato d'allarme generale li ha resi gli unici ospiti, assieme ad Ilan, compagno di classe di Avram, ed un'inserviente araba. Nelle lunghe ore di oscuramento, tra i deliri della febbre e i sogni che si mescolano senza confini precisi alla realtà, nasce un'amicizia fatta di confessioni e speranze, timori e piccoli tradimenti.
Orah accompagna il figlio minore Ofer al ritrovo sul monte Gilboa da cui partirà l'operazione militare a cui il giovane ha deciso di partecipare. Doveva essere il primo giorno di una gita in Galilea programmata da tempo, un modo per festeggiare la fine dei tre anni di servizio di leva del ragazzo, e il suo cuore di madre è pieno di cattivi presagi. A rendere più forte l'amarezza, è stato Ofer su propria iniziativa a richiedere di partecipare a quell'incursione, pur conscio dell'inferno passato dalla madre in quei tre anni. Rimasta sola dopo la separazione da Ilan, l'idea di altri ventotto giorni di attesa in quelle condizioni le sembra un incubo da cui fuggire ad ogni costo, e la telefonata di Avram che le propone di rivedersi dopo molti anni sembra quindi giungere nel momento più opportuno. Il viaggio verso Tel Aviv si rivela avventuroso: all'arrivo Avram sembra già pentito del suo invito, ma Orah è decisa a non lasciargli scelta, reclutandolo letteralmente di peso nel suo piano di fuga.
Rimasti soli in territorio sconosciuto, Orah ed Avram si ritrovano ad affrontare le rispettive paure, i traumi mai superati, i lati oscuri e le memorie scomode che anni di amicizia, amore e quindi di distacco avevano accumulato. La paternità che Avram sembra ancora rifiutare per quel figlio di cui Orah si sente invece costretta a parlare, portano i due verso una crisi che viene evitata solo grazie all'incontro con una strana comitiva. Nasce una specie di accordo e, mentre il cammino procede, il racconto di Orah inizia ad aprire lentamente un varco nelle difese di Avram. Le storie di quei due bambini e delle loro piccole battaglie liberano poco a poco l'uomo dalla cappa di sofferenza che le torture subite durante la prigionia in mano egiziana avevano accumulato, soffocando una personalità straripante, capace nei momenti più felici di dare vita a mondi affascinanti. I fili dei ricordi si intrecciano e si separano dando anche ad Orah la possibilità di ripercorrere una storia familiare segnata dalla continua lotta per tenere lontane le ombre che hanno devastato il corpo e lo spirito di Avram. Il sentiero li porta ad altri incontri, che si alternano a nuove rivelazioni su un passato che li ha visti amanti e li vede ora riavvicinarsi, riportando così in vita parte dell'alchimia su cui avevano costruito il loro rapporto. Una relazione speciale in cui anche Ilan aveva avuto una parte importante, coinvolgendolo al punto di rifiutare il ruolo di padre dopo la nascita del primogenito Adam, ed in seguito di accettare senza riserve come proprio figlio il frutto dell'amore della moglie per Avram. Un'amicizia, quella tra i due uomini, che, nell'occasione della cattura di Avram durante la guerra del Kippur, aveva spinto il sempre razionale Ilan a rischiare la vita in un disperato tentativo di salvataggio che per poco non lo aveva visto condividere la sorte del compagno d'armi, episodio di cui Avram viene a conoscenza per la prima volta. Con l'avvicinarsi della fine del cammino le paure ritornano però a farsi avanti, la realtà irrompe con notizie apparentemente rassicuranti, che non bastano a cancellare i presagi di Orah sulle minacce che incombono sul figlio, segnando un futuro di incertezza su cui il libro si chiude.

## Genesi dell'opera e ricezione critica
Il romanzo ha raccolto una serie di giudizi ampiamente positivi. Sono stati apprezzati in particolare lo stile e la capacità di rendere credibili e coinvolgenti le figure dei protagonisti, da cui l'intensità emotiva della narrazione, in grado in alcuni momenti di raggiungere livelli di tensione al limite del sopportabile, così come la complessa e ambiziosa tecnica narrativa, che attraverso storie individuali e di vita familiare ripercorre la storia recente di un'intera nazione, tra continui richiami e paralleli.
Alcuni critici hanno suggerito un collegamento tra il contenuto del libro ed il lutto che ha colpito lo scrittore durante la sua composizione: l'uccisione del figlio Uri durante un'operazione militare negli ultimi giorni del secondo conflitto israelo-libanese. All'epoca dell'incidente Grossman si trovava in una fase avanzata della stesura, avendo già quasi completato la prima bozza, trovando nell'opera un sostegno fondamentale per affrontare e superare quanto successo; decise quindi di non lasciarsi condizionare dall'evento, la cui influenza può essere quindi rintracciabile solo nell'atmosfera che fa da sfondo agli eventi narrati.

## Edizioni
- David Grossman, A un cerbiatto somiglia il mio amore, traduzione di Alessandra Shomroni, 1ª ed., Arnoldo Mondadori Editore, settembre 2008, ISBN 978-88-04-58282-3.